# یکیتکری
الگو:Infobox integer sequence
در ریاضیات سرگرمی، یِکیتِکری عددی است مانند ۱۱، ۱۱۱، یا ۱۱۱۱ که فقط شامل رقم ۱ است — نوع خاصی از رقمتکری. این اصطلاح مخفف یکی تکراری (به انگلیسی: repeated unit) است و در سال ۱۹۶۶ توسط آلبرت اچ بیلر در کتاب خود سرگرمی‌ها در نظریه اعداد ابداع شد. 
یک یکیتکری اول یک یِکیتِکری است که یک عدد اول نیز هست. اعداد اولی که در مبنای-۲ یکیتکری هستند، اعداد اول مرسن هستند. از مارس ۲۰۲۲، بزرگ‌ترین عدد اول شناخته‌شده  ۱−282,589,933 ، بزرگ‌ترین عدد اول احتمالی R8177207 و بزرگ‌ترین اول‌بودن منحنی بیضوی R49081 اول همگی یکیتکری هستند.